# Interkulturelle Erziehung
Interkulturelle Erziehung bezeichnet pädagogische Ansätze, bei denen Menschen unterschiedlicher Herkunft durch die Interaktion miteinander lernen (interkulturelles Lernen) und sich weiterentwickeln.

## Grundannahmen der Interkulturellen Erziehung
Ausgangspunkt der interkulturellen Erziehung ist die Kulturkontakthypothese, die besagt, dass das gemeinsame Leben von Menschen unterschiedlicher Kulturen einen Lernprozess bei allen Beteiligten auslösen kann. Durch das Erkennen von Unterschieden und Gemeinsamkeiten können eigene, bis dahin nicht hinterfragte Positionen überdacht und gegebenenfalls neue Lösungsstrategien erkannt werden. Dabei geht die interkulturelle Erziehung davon aus, dass der Lernprozess bei allen Beteiligten stattfinden kann, unabhängig davon, ob sie zur Mehrheit (dominanten Kultur) oder zur Minderheit gehören. Die Interkulturelle Pädagogik sieht sich nicht als Pädagogik speziell für Migranten, sondern für alle am Lernprozess Beteiligten. Wesentlich für den Erfolg der interkulturellen Erziehung ist die Bildungspartnerschaft zwischen Kindern, Lehrern/Erziehern und Eltern, aber auch Netzwerken, z. B. mittels Schulämtern, Institutionen der Lehrerbildung, Schulpsychologen, Migrantenorganisationen, Integrationslotsen oder Sprachmittlern. Interkulturelle Pädagogik hat sehr konkrete Absichten, etwa die Befähigung zu einer aktiven Auseinandersetzung mit und Anerkennung von Differenzen, wie sie für eine pluralistische Gesellschaft von Bedeutung sind. Auch wenn sie Differenzen anerkennt und nicht grundsätzlich zu beseitigen versucht, ist sie spätestens seit den 1990er Jahren eine Absage an segregative pädagogische Praktiken.

### Kulturbegriff
Diesem Ansatz liegt ein dynamischer Kulturbegriff zugrunde: Kultur wird als etwas verstanden, das ständig in der Entwicklung begriffen und nicht statisch verfestigt ist, sondern im Gegenteil durchlässige Strukturen entfaltet. Personen handeln aus situativen Gegebenheiten, jedoch nicht aus „kulturellen Zwängen“ heraus. Insofern greift eine vor allem in der Vergangenheit angetroffene Vorstellung von interkultureller Pädagogik als einer „Ausländerpädagogik“ zu kurz. Zwar befinden sich in heterogenen Lerngruppen Schüler mit unterschiedlichen kulturellen Hintergründen, die „Kultur“ ist für die Vielfalt der Lerngruppe jedoch nur ein Aspekt unter vielen (daneben gibt es auch Geschlechterdifferenz, soziale Differenz, intellektuelle Differenz usw.). Dieses Verständnis von Kultur steht in komplementärem Gegensatz zu dem politisch geformten Begriff der Leitkultur. Es betrachtet zudem alle Kulturen als gleichwertig und zudem als etwas Veränderbares und Mehrdeutiges sowie Interkulturellen Kontakt als etwas Ergebnisoffenes.

## Ziele
Interkulturelle Erziehung verfolgt unterschiedliche Ziele:
- Förderung des Verständnisses unterschiedlicher Perspektiven
- Aushalten von Widersprüchen (Ambiguitätstoleranz)
- Erziehung zu Respekt gegenüber anderen Menschen
- Abbau von Vorurteilen
- Erziehung zur Interkulturalität
- Selbstbestimmte Positionierung und Eingliederung in der Gesellschaft
- gemeinsame Erziehung in sozialpädagogischen Einrichtungen (wechselseitige Lernerfahrungen anbahnen)

Zudem gibt es Überschneidungen zu anderen Erziehungsansätzen, die mit dem Konzept interkultureller Erziehung weiterentwickelt wurden:
- bilingualer Unterricht
- Interkulturelle zweisprachige Erziehung
- Menschenrechtserziehung
- Friedenserziehung
- Demokratische Erziehung
- Antirassistische Erziehung
- Transkulturelle Erziehung
- Inklusion (Pädagogik)

## Geschichte der Interkulturellen Erziehung in Deutschland

### 17. Jahrhundert bis zum Ende des Zweiten Weltkriegs
Die gemeinsame Beschulung von Kindern unterschiedlicher sozialer, ethnischer und religiöser Herkunft ist historisch nicht neu und begleitet die Institution der öffentlichen Schule in Deutschland schon seit dem 17. und 18. Jahrhundert. Mit der Begründung der Schulpflicht und der Festlegung von Lehrplänen wurde entschieden, wer zur Schule (nicht) gehen darf bzw. muss und was dort (nicht) gelehrt wird. Gedacht war die Schule für alle Untertanen bzw. Staatsangehörige. Nicht konzipiert war die Schule für Ausländer. Diese Regelungen galten mehr oder weniger unverändert bis zum Ende des Zweiten Weltkriegs. Die Kinder der sprachlichen Minderheiten (bzw. der „fremdsprachigen Volksteile“, wie sie in der Weimarer Republik genannt wurden), waren stets schulpflichtig, da sie Staatsangehörige waren. Konfliktpunkt war allerdings die ‚fremde‘ Sprache (Polnisch, Kaschubisch, Sorbisch, Dänisch, Friesisch, Mährisch usw.). Nicht einbezogen in die allgemeine Schulpflicht hingegen waren Kinder fremder Staatsangehörigkeit; sie konnten zwar die öffentlichen Schulen besuchen, aber die Schulen konnten sich auch weigern, sie aufzunehmen. Sie besuchten nicht selten Privatschulen. Während der Zeit des Nationalsozialismus blieben Minderheiten im Schulsystem gänzlich unberücksichtigt, wurden vom Schulbesuch ausgeschlossen und darüber hinaus verfolgt.

### Einführung der Schulpflicht für ausländische Schüler in der BRD und DDR
Kinder fremder Staatsangehörigkeit wurden in der BRD zwar zum Schulunterricht zugelassen, aber schulpflichtig wurden sie erst neun Jahre nach dem ersten Anwerbeabkommen im Jahr 1964, und nur dann, wenn sie einen gesicherten Aufenthaltstitel hatten. In der DDR war zwar schon im Schulgesetz von 1950 verankert, dass ausländische Kinder schulpflichtig seien, nur angesichts der restriktiven Migrationspolitik und der fehlenden Integrationspolitik der DDR hat diese Regelung kaum Anwendung gefunden. Kinder der Angehörigen der sowjetischen Streitkräfte, sowie ausländische Kinder die im Rahmen von so genannten Solidaritätsprojekten aufgenommen wurden (Vietnam, Mosambik, Namibia) wurden teilweise gesondert beschult.

### Ausländerpädagogik (1960er- bis 1980er-Jahre)
Mit grundsätzlichen Fragen der kulturellen Heterogenität der Schülerschaft befasste man sich in Deutschland erstmals im Zuge der Anwerbung ausländischer Arbeitskräfte (Gastarbeiter) in die BRD. Die Kinder der Gastarbeiter wurden, sofern sie überhaupt von der Schulpflicht betroffen waren (nur bei gesichertem Aufenthalt), zunächst in separaten Klassen unterrichtet („Ausländerklassen“) und blieben vom Regelunterricht ausgeschlossen. Ausgenommen waren Kinder von Spätaussiedlern. Diese Situation wurde bis zum Kühn-Memorandum 1979 weitestgehend aufrechterhalten; in Bayern hatte die separierende Beschulung bis in die 1990er Jahre Bestand.
Herausforderungen, die mit den nachfolgenden Generationen verbunden sind, bekamen in der BRD erst Aufmerksamkeit, als nach dem Anwerbestopp von 1973 der Familiennachzug zunahm. Aus Sicht der Arbeits- und Ausländerpolitik sollten in Deutschland heranwachsende Kinder ausländischer Arbeitnehmer auch deshalb stärker integriert werden, um die Gefahr sozialer Konflikte zu verringern.
Das pädagogische Leitbild dieser bis circa Mitte der 1980er dauernden Phase wird als Ausländerpädagogik bezeichnet. Die Eingliederungshilfen (Vorbereitungsklassen, zusätzlicher Deutschunterricht, Hausaufgabenhilfen) waren kompensatorisch ausgerichtet beziehungsweise zielten auf die Forcierung der Rückwanderung in die Herkunftsländer ab (z. B. durch separate Beschulung und muttersprachlichen Unterricht). So entstand die Grundhaltung, dass man es mit Schülern zu tun habe, die besondere Defizite aufwiesen. Vermeintliche Ursachen für diese Defizite wurden in der Unüberbrückbarkeit kultureller Differenzen, in einem „Identitätskonflikt“ in dem sich die Kinder befänden, sowie in der Bildungsferne und dem Traditionalismus der Elternhäuser gesehen. Die Schwierigkeiten, die ausländische Schüler im Schulsystem hatten, wurden als „Sonderproblem“ klassifiziert, welches eine Veränderung der Schüler, nicht jedoch der Schule nach sich ziehen sollte.

### Interkulturelle Pädagogik (ab 1980er-Jahre)
Ab den 1980er-Jahren wuchs die Kritik an der Defizitorientierung der Ausländerpädagogik. Stattdessen gewann das Paradigma der Differenzperspektive an Geltung und es entstand die Interkulturelle Pädagogik als neues Leitbild. Die Zugewanderten und ihre Kinder wurden fortan nicht mehr als defizitär, sondern als different zur Mehrheitsgesellschaft betrachtet. Kritisiert wurde zudem die eurozentrische Sicht und die Tatsache, dass die Schule in ihrem Kern nicht angetastet wurde. Alle bisherigen Regelungen und Veränderungen – so die Kritik – liefen darauf hinaus, die Kinder der Schule anzupassen. Ziel einer Pädagogik in einer sich sprachlich, kulturell, ethnisch usw. ausdifferenzierenden Gesellschaft müsse es hingegen sein, die Schule bzw. das Bildungssystem so zu verändern, dass jedes schulpflichtige Kind nach seinen Möglichkeiten gefördert wird und bildungserfolgreich sein kann.
Erst seit den 1990er-Jahren wird die Interkulturelle Erziehung wissenschaftlich stärker theoretisiert und arbeitet mit breiten empirischen Erkenntnissen.
Ein schon früh in der interkulturellen Pädagogik erprobtes Konzept war der Situationsansatz, um schon im Vorschulalter mit der Förderung beginnen zu können. Neue Dynamik bekam die interkulturelle Pädagogik zu Beginn der 2000er-Jahre, als der sogenannte PISA-Schock offenlegte, dass in keinem anderen OECD-Land der Zusammenhang zwischen Migrationshintergrund, sozialer Herkunft und Schulerfolg so ausgeprägt ist, wie in Deutschland.

### Migrationspädagogik und weitere Ansätze (seit 2000er Jahre)
Seit den 2000er-Jahren wurden der kulturkontrastive Ansatz sowie die Überbetonung ethnischer Aspekte an der Kultur, die der interkulturellen Pädagogik immer noch innewohnten, kritisiert. Konzept wie die Pädagogik der Vielfalt (Annedore Prengel), die Pädagogik kollektiver Zugehörigkeiten (Arnd-Michael Nohl) und transkulturelle Erziehung versuchen die interkulturelle Pädagogik mit anderen integrativen Konzepten zu verknüpfen. Unter dem Überbegriff der Migrationspädagogik sollte der Blick auf ungewollte Ausgrenzungs- und Othering-Prozesse geschärft werden, die sich auch im Schulsystem zeigen. Diese Pädagogik zielt ganzheitlich darauf ab, Bildungsprozesse für die Erfordernisse einer Einwanderungsgesellschaft zu gestalten. Kennzeichnend für die Pädagogik seit den 2000er Jahren ist eine Auseinandersetzung mit Themen wie Machtverteilung, Mehrsprachigkeit, Diskriminierung und Rassismus und die Herstellung von mehr Chancengleichheit für Kinder und Jugendliche mit und ohne Migrationsgeschichte. Auch der Aufbau von Bildungspartnerschaften und -netzwerken, die auch Eltern und außerschulische Akteure einbeziehen, wird verstärkt gefordert und teilweise umgesetzt.
Der Umgang mit kultureller Vielfalt stellt in den Bildungsplänen der Bundesländer der Bundesrepublik Deutschland eine Querschnittsaufgabe dar. Dabei wird darauf verwiesen, dass interkulturelle Erfahrungen wahrgenommen und als Bereicherung erlebt werden. Ziel ist die Steigerung der interkulturellen Kompetenz. Seit den 1990er-Jahren ist interkulturelles Lernen ein Bestandteil zahlreicher Fachlehrpläne, auch von Fächern, die primär nicht mit Sprache und Kultur assoziiert sind (Geschichte, politische Bildung, Geographie, Sachunterricht, Naturwissenschaftlicher Unterricht, Mathematik, Ethik, Religion, Kunst, Musik, Sport).

## Interkulturelle Erziehung im Elementarbereich
Die Interkulturelle Erziehung spielt nicht nur in der schulischen Bildung eine Rolle, sondern zunehmend auch im Elementarbereich. Dort werden interkulturelle Ansätze für alle Ebenen (professionelle, didaktische und Beziehungsebene) empfohlen. Sie haben zum Ziel, eine Frühpädagogik zu etablieren, die auf Komplexität, Vielfalt, Multiperspektivität und Vorurteilsbewusstsein setzt. Unter anderem geschieht dies durch die Anwendung von bilingualen Modellen. Neben der Ermutigung zur Pflege der muttersprachlichen Kompetenzen werden Sprachförderprogramme für die Hauptverkehrssprache aufgelegt. Auf professioneller Ebene wird zudem für eine Differenzsensibilität in den Beobachtungsverfahren geworben. Auf didaktischer Ebene wird eine Verknüpfung des Situationsansatzes mit interkulturellen Ansätzen empfohlen. Zudem gilt auch in der interkulturellen Früherziehung eine verstärkte Zusammenarbeit zwischen Erziehern und Eltern, im Sinne einer Erziehungs- und Bildungspartnerschaft als zielführend. Insgesamt sieht Peter Closs (Stand 2018) allerdings Defizite bei der flächendeckenden Umsetzung der interkulturellen Erziehung im Elementarbereich in Deutschland.

## Kompetenzerweiterung der Pädagogen
Die Interkulturelle Pädagogik, wie sie sich seit Ende der 1980er-Jahre in Deutschland entwickelt, stellt zunehmende Anforderungen nicht nur an die Institution Schule, sondern auch an die Lehrkräfte. In Deutschland wurde Interkulturelle Kompetenz erstmals 1996 von der Kultusministerkonferenz als Kernkompetenz für Lehrer und Erzieher bezeichnet. Entsprechender Einschlag in die Curricula entwickelte sich zunächst für Lehrkräfte im Fach Deutsch bzw. Deutsch als Zweitsprache, findet sich jedoch zunehmend auch in den Lehrplänen und in fächerübergreifenden Weiterbildungsangeboten und in der Erzieherausbildung. Auch wenn sich seit den 1990er-Jahren positive Entwicklungen zeigen, sehen Yasemin Karakaşoğlu und Aysun Doğmuş weiterhin Nachbesserungsbedarf bei der interkulturellen Kompetenz von Lehrkräften, um zu vermeiden, dass sich in der Schule institutionelle Diskriminierung manifestiert.